# Oyamia
Oyamia is een geslacht van steenvliegen uit de familie borstelsteenvliegen (Perlidae). De wetenschappelijke naam van het geslacht is voor het eerst geldig gepubliceerd in 1907 door Klapálek.

## Soorten
Oyamia omvat de volgende soorten:
- Oyamia cryptomeria Isobe & Uchida, 2009
- Oyamia lugubris (McLachlan, 1875)
- Oyamia nigribasis Banks, 1920
- Oyamia seminigra (Klapálek, 1907)